# Манжосовка
Манжосовка (укр. Манжосівка) — село в Прилукском районе Черниговской области Украины. Население — 1058 человек. Занимает площадь 2,503 км². Расположен на реке Удай при впадении её притока Калышевка.
Код КОАТУУ: 7424182203. Почтовый индекс: 17515. Телефонный код: +380 4637.

## География
Расстояние до районного центра:Прилуки : (5 км.), до областного центра:Чернигов (127 км.), до столицы:Киев (139 км.). Ближайшие населенные пункты: Егоровка 1 км, Замостье, капустинцы, и Дедовцы 2 км, Боршна 3 км.

## Власть
Орган местного самоуправления — Дедовецкий сельский совет. Почтовый адрес: 17508, Черниговская обл., Прилукский р-н, с. Манжосовка, ул. Героев Войны, 89.